# Ralingen
Ralingen est une municipalité allemande de la Verbandsgemeinde Trier-Land située dans l'arrondissement de Trèves-Sarrebourg, en Rhénanie-Palatinat, dans l'ouest du pays.

## Géographie
La commune est délimitée à l’ouest par la frontière luxembourgeoise et la Sûre (un affluent de la Moselle) qui la séparent du canton d'Echternach. Elle est en outre bordée au nord-ouest par l’arrondissement d'Eifel-Bitburg-Prüm.
Le village de Ralingen se trouve directement à l’est du village luxembourgeois de Rosport, sur l’autre rive de la Sûre à l’intérieur d’un méandre.

## Quartiers
Noms en Luxembourgeois entre parenthèses.
- Ralingen (Rooljen)
- Wintersdorf (Wanschdrëf)
- Olk (Olek)
- Godendorf (Godendrëf)
- Edingen (Ittchen)
- Kersch (Käersch)